# Авион Ресава
Жученко-Валтер (на крштењу је добио име „Ресава”) је једномоторни лаки путничко-туристички авион двосед, кога је направила столарска радионица „Јоцић и син“ према пројекту инжењера Николе Жученка. Авион је полетео 1931. године и коришћен је за цивилну употребу до 1937. године.

## Историјат и развој
Српски индустријалац Благоје Јоцић, власник Ресавског рудника, одлучио је да финансира један авион и тиме се укључи у акцију подстицања производње домаћих авиона за потребе југословенског Аероклуба. У ту сврху наручио је пројект код инжењера Николе (Николаја) Жученка 1930. године. Дрвена конструкција авиона је направљена у столарској радионици фирме “Јоцић и син”, а мотор Валтер ZN 120 је добијен од Команде војног ваздухопловства. Пројект авиона је назван Жученко-Валтер, Жученко према презимену конструктора, а Валтер према називу мотора који је чинио погонску групу пројектованог авиона, како је био обичај у то време. Међутим, када је авион направљен, власници су одлучили да авион носи име компаније која је финансирала изградњу авиона тако да је добио име “Ресава” под којим је касније и регистрован у југословенском регистру цивилних авиона.

## Технички опис
Труп авиона “Ресава” је био правоугаоног облика дрвене конструкције. Предњи део трупа је обложен алуминијумским лимом, средњи део је обложен лепенком, а задњи пресвучен платном. Иза мотора у трупу је био смештен резервоар горива, који се могао одбацити у лету у случају непосредне опасности. Авион је био двосед са тандем распоредом седишта (један из другог) и дуплим командама тако да је могао да служи и за обуку пилота.
Крила авиона су имала елипсасти облик са обе закривљене ивице, као код Спитфајера. Конструкција крила је била дрвена и састојала се од две ремењаче и ребара, а пресвлака је била од импрегнираног платна. Горња крила су била истурена у односу на доња и везана су за труп помоћу четири кратке упорнице. Међукрилна веза је остварена помоћу четири косе упорнице и система жичаних затега. Крилца на горњим и доњим крилима су имала независне команде. Стајни трап је био класични неувлачећи израђен од челичних цеви са амортизацијом помоћу гуме. Репна дрљача је била лисната опруга.

### Техничке карактеристике
- дужина =8,50
- висина =2,85
- размах крила =10,00
- површина крила =25,00
- празан =703
- полетна =798
- максимална тежина =953
- број мотора = 1 мотор
- тип = клипни-радијални
- КЕМ = Walter NZ 120 (производња Влајковић-Валтер Југославија)
- КЕМ снага = 1 x 88/100 kW
- КЕМ снага КС = 1 x 120/135 KS

### Перформансе
- највећа брзина = 162 km/h
- минимална брзина = 67 km/h
- радијус кретања = 325 km
- долет = 650 km
- плафон лета = 4000 m

## Оперативно коришћење
Авион “Ресава” је регистрован 15. децембра 1931. године у Регистру цивилних ваздухоплова Краљевине Југославије и добио је регистарску ознаку UN-PAY. Као власник уписана је компанија „Рудник Ресава“ из Београда. Током 1932. године авион је користила Средишна управа Аероклуба (КЈАК) у Београду. Почетком 1933. године Аероклуб је откупио авион од власника и доделио га на коришћење Обласном одбору Аероклуба у Краљеву. Када је 1933. године дошло до промене националног регистра (са UN на YU), авион “Ресава” је добио нову регистарску ознаку YU-PAY и са том ознаком је летео у ООАК Краљеву све до 1937. године када је избрисан из ваздухопловног регистра због дотрајалости.

## Земље које су користиле овај авион
| - Југославија |